# Regnum Online
Regnum Online è un videogioco di tipo MMORPG, sviluppato e pubblicato nel 2007 dall'azienda argentina NGD Studios. Nel Nord America è conosciuto anche come Realms Online.

## Modalità di gioco
I giocatori creano i propri personaggi in un mondo fantasy medievale.
La prima scelta che si deve affrontare è quella del proprio regno, se ne hanno a disposizione tre: Alsius, terra ghiacciata abitata da Nani, Nordo ed Utghar; Ignis, terra desertica dove hanno dimora elfi scuri, umani e Molok; Syrtis, verdeggiante terra di elfi, mezzelfi ed Alturians.
Una volta scelta la propria nazione, il giocatore può creare fino a tre personaggi (sei se sfrutta i bonus a pagamento) e farli crescere nel mondo di Regnum Online.
I personaggi crescono facendo esperienza grazie alle numerose quest ed alla possibilità di uccidere i numerosi mostri presenti nell'ambientazione. Una volta che i personaggi saranno cresciuti il giocatore potrà portarli nella zona di guerra a combattere contro gli abitanti degli altri regni.

### I reami
Ci sono tre regni che un giocatore può scegliere, ogni regno ha tre rispettive razze.
- Alsius: il regno del nord, dominato dai ghiacci perenni e dalle alte montagne. Quando i nani giunsero da lontano trovarono alcuni esseri umani (da se stessi definiti come Nordo) che già si erano stabiliti in queste lande. Le due razze, inizialmente ostili, presto si resero conto di avere molte cose in comune e fondarono insieme la grande capitale del nord Montsognir. Umani e Nani presto scoprirono le tracce degli Uthgar, delle capre antropomorfe che si trovano a loro agio nelle alture ghiacciate, si allearono con loro e fondarono il grande regno del nord.
- Ignis: dopo essere stati esiliati da Syrtis, gli elfi reietti hanno compiuto un lungo pellegrinaggio che ha cambiato la loro natura per sempre. Dopo un rituale ormai dimenticato la loro pelle ha cambiato colore e nelle loro menti ha preso forma una profezia che ha portato gli esiliati nella loro nuova terra. Una volta giunti nella terra di Ignis, zona arida dominata da potenti vulcani, si sono alleati con gli umani presenti e hanno fondato Altaruk, la capitale del loro possente regno.
- Syrtis: le verdi foreste del sud ospitano umani ed elfi, abili tiratori ed amanti della natura. Il loro regno, permeato dalla magia della natura, offre grandi spazi rilassanti e dolce riposo. Dopo l'esilio degli elfi scuri, gli elfi rimasti a Syrtis si sono alleati con gli umani della zona e le loro culture si sono fuse creando quello che potrebbe essere definito il centro della cultura del mondo.

### Punti di salvataggio
I personaggi possono essere salvati ai vari punti di salvataggio (delle colonne facilmente riconoscibili). Questi sono presenti in tutti i regni, vicino a città e forti. Quando un personaggio "muore" viene trasportato al save point precedentemente scelto. La morte per mano di un nemico non comporta nessun tipo di perdita (di denaro, equipaggiamento...) ma se il personaggio viene ucciso da un mostro riceve una piccola penalità, detta "necrostacy", che diminuisce i punti nelle abilità ma che si recupera facilmente uccidendo altri mostri. La necrostacy raggiunge al massimo il valore 10%, cioè le caratteristiche del personaggio sono ridotte del 10% massimo.  Se invece l'uccisione avviene per mano di un nemico, la necrostacy non sale, ma l'uccisore guadagnerà dei Regnum Point validi per la classifica generale.

### PvP e RvR
Ci sono due diversi tipi di PvP in Regnum Online. All'interno dei rispettivi regni sono presenti delle arene nelle quali è possibile combattere con i propri alleati. Altro metodo per fare dei PvP tra pg appartenenti allo stesso regno è quello di utilizzare dei banner: una delle prime quest consegnerà tre banner, uno vi servirà per completare la quest, gli altri due potrete utilizzarli per sfidare chi volete. Questi banner possono anche essere comprati con gli ximerin.
Il PvP vero e proprio di Regnum Online avviene in Warzone, dove tutti possono circolare liberamente e dove è quindi facile incontrare i nemici.
La maggior parte degli scontri avvengono RvR. Normalmente si battaglia ai forti o nelle "zone calde" (ad esempio i ponti di collegamento). I gruppi possono essere di diverse dimensioni, sia grandi che piccoli, ma spesso questo è irrilevante. Capita sovente di vedere piccoli gruppi ben organizzati respingere quelli più grandi anche il doppio, sta tutto all'abilità dei componenti.
Lo scopo dell'invasione è la cattura delle gemme avversarie: ogni regno ne possiede due. Se si riescono raccogliere tutte e sei si ha accesso al portale oltre al quale si trova un drago leggendario in grado di esprimere dei desideri.

## Mostri epici e leggendari
In Regnum Online sono presenti diversi mostri molto difficili da abbattere che regalano particolari equipaggiamenti. I "drop" più ricercati sono quelli dei tre draghi (ogni regno ne ha uno all'interno delle mura) e quello dei tre boss presenti in Warzone. Ogni regno ha il suo, ma a differenza dei draghi, i boss della Warzone possono essere attaccati da tutti i regni, capita spesso che i regni si scontrino per evitare che i nemici uccidano il proprio boss.